# 名古屋四季劇場
名古屋四季劇場（なごやしきげきじょう）は、愛知県名古屋市中村区名駅南にある劇場。

## 概要
名古屋地区における劇団四季の劇場は1996年（平成8年）から20年間、新名古屋ミュージカル劇場があった。しかし同劇場の土地と所有を東陽倉庫に戻すことになったことと同時に、名古屋駅周辺の再開発地点のひとつである名駅南に新劇場を建設されることになった。こけら落としは2016年（平成28年）10月16日からの『リトルマーメイド』である。
鉄骨地上3階、地下1階建、1200席。
現劇場の土地契約終了により2026年2月で閉館し（最終公演は2月23日の『マンマ・ミーア！』千秋楽）、同年7月に同市熱田区三本松町に移転予定。新劇場も名称が「名古屋四季劇場」となり、初代劇場運営中は区別をつけるために「名古屋四季劇場［熱田］」と呼称される。

## 上演記録

### 初代（名駅南）
2016年（平成28年）
- リトルマーメイド（10月16日 - 2018年8月26日）[5]

2018年（平成30年）
- ノートルダムの鐘（9月22日 - 2019年5月19日）

2019年（令和元年）
- ジーザス・クライスト=スーパースター エルサレムバージョン（6月12日 - 7月7日）
- エビータ（7月21日 - 8月12日）
- パリのアメリカ人（9月1日 - 2020年1月5日）

2020年（令和2年）
- ライオンキング（3月26日 - 2022年5月15日）[6]

2022年（令和4年）
- キャッツ（7月18日 - 2024年5月12日）[6]

2024年（令和6年）
- バケモノの子（9月11日 - 2025年2月9日）

2025年（令和7年）
- ゴースト&レディ（5月11日 - 8月31日予定）
- マンマ・ミーア!（10月19日 - 2026年2月23日予定）

### 2代目（熱田）
2026年（令和8年）
- オペラ座の怪人（7月開幕予定）

## 交通アクセス
初代（名駅南）
- JR・あおなみ線 ・名鉄・近鉄・地下鉄名古屋駅より徒歩で約10–13分。

2代目（熱田）
- 名鉄神宮前駅より徒歩4分、JR熱田駅より徒歩7分、地下鉄名城線熱田神宮西駅より徒歩12分（予定）。